# Barrachel
Barrichel, barrachel o barranchel era un oficio jurídico-militar del siglo XVI, cuyo nombre italiano (según el Diccionario de la Academia) significaba barracello, capitán de alguaciles, alguacil mayor del Campo o Ejército. 
Algunos textos históricos confirman su existencia y recogen algunas de sus funciones:

Item: es nuestra voluntad y merced que haya en el dicho nuestro ejército, desde hoy en adelante, uno de los dos barracheles de campaña que el dicho nuestro Capitán General nombrare do los dos que al presente hay en él, con el salario y gente que al presente tiene. Pero si al dicho nuestro Capitán General paresciese que ansí conviene á nuestro servicio, á la ejecución de la nuestra justicia y castigo de los delictos, que haya dos barracheles, como agora los hay, mandamos que se cumpla lo que él en esto mandare, con tanto que no haya de tener ninguno de ellos más de ocho caballos al precio que agora se les paga; pues por experiencia lo habemos visto que aun que se les paga más caballos y gente, no los tienen, y sirven con más de los que de suso mandamos que tengan (Ordenanza de 1536 para el Ejercito de Italia, Vallecillo T. XI)

Conservándose en la plana mayor (1640) el furriel mayor, preboste y el barrichel ó capitán de campaña. (Clonard., T. IV. pág. 416. Hist. org.)

Es tan necesario en un tercio un barrachel de campaña, como es el temor en la gente, que si no le hubiese habría desórdenes; porque en cometiendo algún desorden, la campaña es ancha y confian los soldados en que quien pasa un punto pasa mil. Por eso conviene que el barrachel sea diligente para perseguir los fugitivos y los que van sin orden á correr y hacer daño prenderlos, para que sean castigados rigorosamente. Tócale tener cuenta con los bagajes de su tercio, haciéndolos salir, caminar, cargar y descargar. Así como un tercio tiene cuatro oficios y instrumentos para su servicio que son: Auditor, Barrachel de campaña, Furriel y Atambor mayor, asimismo los tiene un ejército y se llaman Auditor General, Preboste, Furriel general y Atambor general; á los cuales todos los demás de este género de oficiales de tercios son á ellos inferiores. (Bart. Scarion. Doctr. mil. fol. 104)